# Alenka Bratušeková
Alenka Bratušeková (* 31. března 1970 Celje) je slovinská politička, v letech 2018–2020 a znovu od ledna 2023 ministryně infrastruktury a mezi lety 2018 a 2020 místopředsedkyně Šarecovy vlády.
V letech 2013–2014 zastávala post předsedkyně vlády Slovinska, jakožto první žena v tomto úřadu. Vystřídala tak Janeze Janšu, který byl donucen odstoupit kvůli korupčním skandálům. Demisi na post premiérky svého čtyřkoaličního kabinetu podala 5. května 2014 poté, co v dubnu prohrála vnitrostranický souboj o křeslo předsedy strany s lublaňským starostou Zoranem Jankovičem. Od ledna 2013 do dubna 2014 vedla politický subjekt Pozitivna Slovenija (Pozitivní Slovinsko). Následně z něho vystoupila a založila vlastní Alianci Alenky Bratušekové.
Od roku 2011 je poslankyní slovinského Národního shromáždění, v důsledku klouzavého mandátu však tuto funkci během účinkování ve vládě nevykonávala.
V Junckerově evropské komisi pro období 2014–2019 byla jako slovinská kandidátka nominována na portfolio pro energetickou unii, a měla nahradit komisaře pro energetiku Oettingera. Měla se také stát místopředsedkyní komise. Její vystoupení před europoslanci ale bylo nepřesvědčivé a Bratušekovou velkou většinou odmítli členové příslušných výborů Evropského parlamentu. Získala jen 13 hlasů členů výborů pro životní prostředí a pro průmysl, výzkum a energetiku, zatímco proti ní bylo 112 členů.
V předčasných červnových volbách 2018 do dolní komory, Státního shromáždění, kandidovala jako vůdkyně Aliance Alenky Bratušekové. Subjekt skončil na sedmém místě se ziskem 5,11 % a pěti poslaneckými mandáty. Pro neschopnost vítěze, protiimigrační Slovinské demokratické strany expremiéra Janeze Janši, složit kabinet, schválil parlament 17. srpna 2018 Šarecovu premiérskou nominaci od prezidenta republiky. Většinu 55 poslanců z 90členného zákonodárného sboru mu zajistili vládní koaliční partneři a strana Levice v roli podporovatele kabinetu.
Pětičlennou koaliční vládu menšinového charakteru vytvořily Kandidátka Marjana Šarece, sociální demokracie (SD), Strana moderního středu (expremiéra Mira Cerara), Aliance Alenky Bratušekové a Demokratická strana důchodců Slovinska (DeSUS). Ve shromáždění na počátku volebního období disponovaly 43 mandáty. Nový středově orientovaný kabinet byl jako v pořadí třináctý jmenován 13. září 2018. Stal se tak vůbec první menšinovou vládou, s šestnácti členy, včetně dvou ministrů bez portfeje. Bratušeková získala posty místopředsedkyně vlády a ministryně infrastruktury.

## Galerie

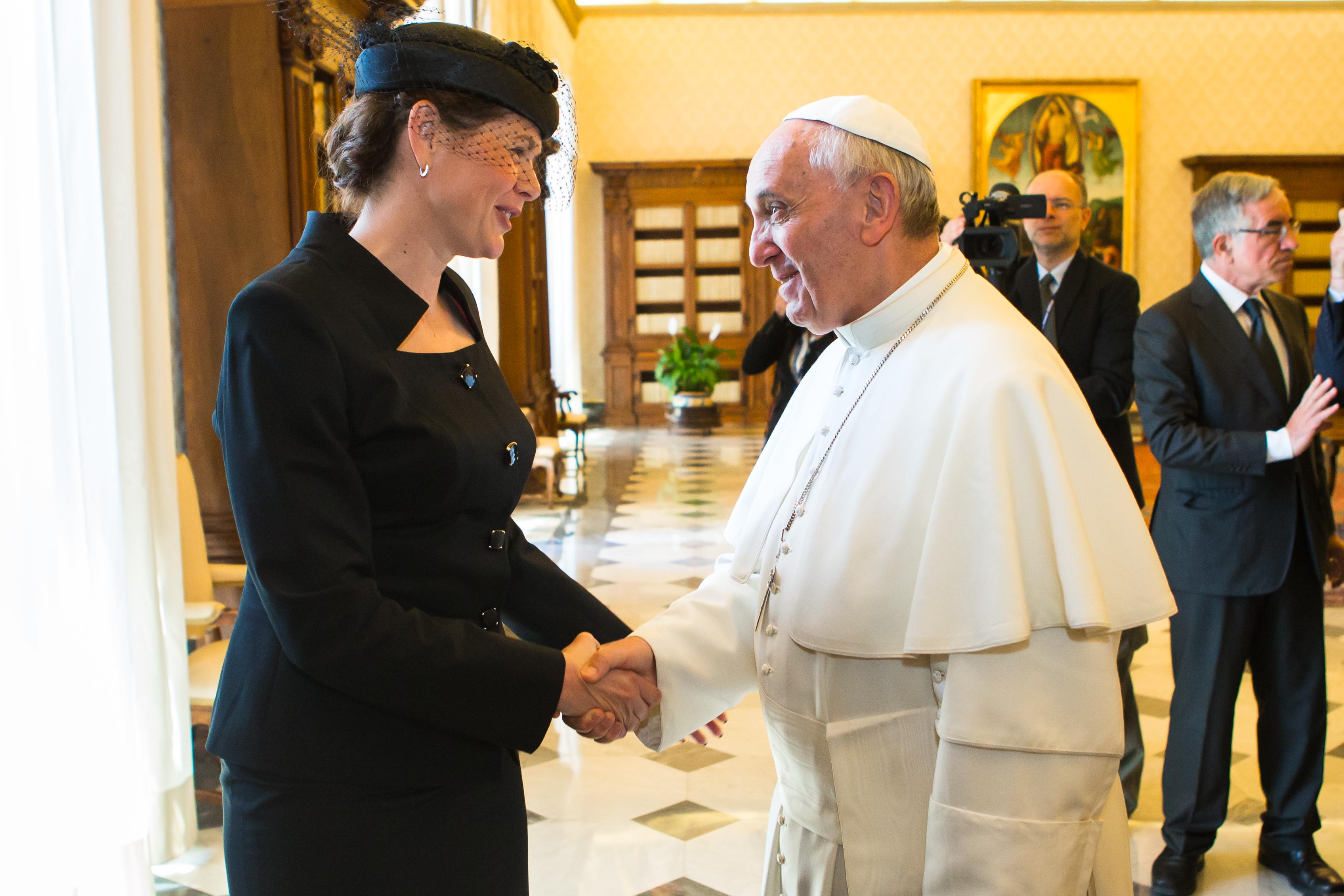
Přijetí u papeže Františka
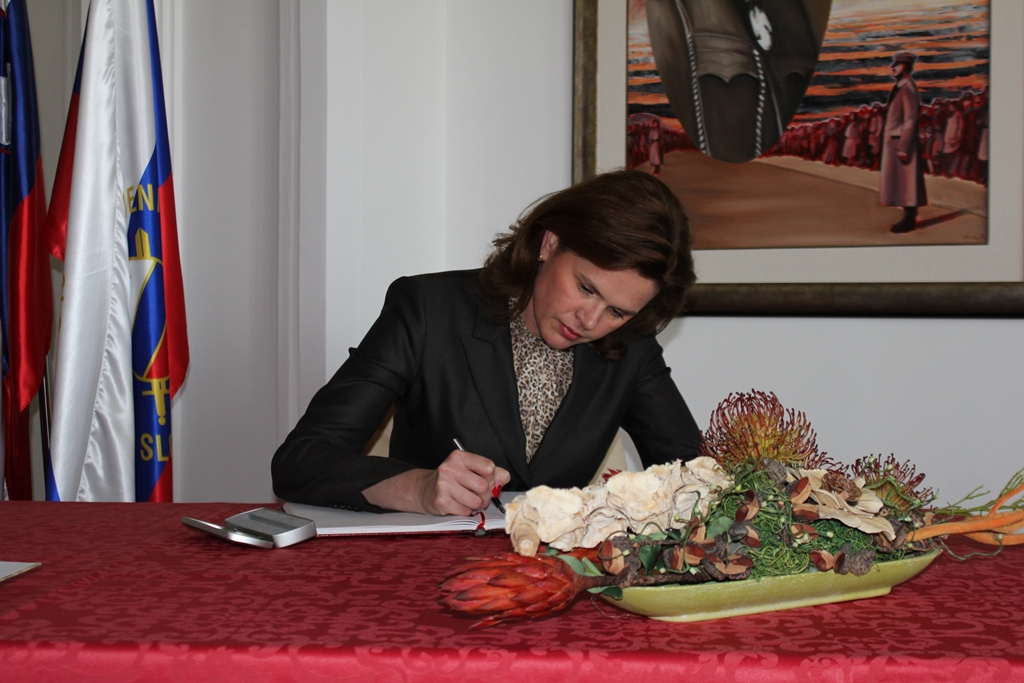
V úřadu premiérky, 2014